# Воронянская, Елизавета Денисовна
Елизаве́та Дени́совна Вороня́нская (1906 — 1973) — помощница и машинистка Александра Солженицына, тайная хранительница части его рукописей; под давлением КГБ указала местонахождение рукописи «Архипелага ГУЛАГ» и, по официальной версии, покончила с собой.

## Биография
По специальности библиограф. Насколько известно, в сталинское время репрессирована не была. По крайней мере до февраля 1964 года работала библиотекарем Северо-Западного геологического управления, к 1968 уже вышла на пенсию. Елена Чуковская вспоминала:

Она была человеком восторженным, экзальтированным, очень немолодым, ей было уже за 70 <в действительности 67>. Она тяжело болела, с трудом ходила, жила в коммунальной квартире на Лиговке в каком-то достоевском тёмном доме. <…> Там у неё была комнатка рядом с кухней.
Восторженность Воронянской видна и в письме, которое она написала Солженицыну после публикации «Одного дня Ивана Денисовича» в конце декабря 1962 года и с которого началось их знакомство.

Дорогой и неведомый друг!

Позвольте обнять Вас от всего благодарного сердца и порадоваться, что Вы существуете, живёте, что Вы выжили, что Вы подарили читателям два талантливых произведения: «Счастливый» день Ивана Денисовича и праведницу Матрёну. <…>
Очень, очень хочу быть Вам чем-нибудь полезной. Располагайте мною как искреннейшим и преданнейшим другом<…>
14 июня 1963 года познакомилась с Солженицыным во время его приезда в Ленинград для работы в Публичной библиотеке. Солженицын писал: «Уже на первую за тем зиму я попросил её просматривать редкие издания 20-х годов, отбирать штрихи эпохи и факты для будущего Р-17 <первое условное название для „Красного колеса“> <…> Она неплохо справилась с этой работой».
Летом 1964 года Солженицын с женой Натальей Решетовской ездили в Эстонию. Там втроём вместе с Воронянской на хуторе под Выру тайно перепечатали новый вариант романа «В круге первом».
В конце февраля 1967 года Солженицын проездом из Эстонии завёз в Ленинград экземпляр первого варианта «Архипелага ГУЛАГ» Воронянской для перепечатки.
Когда обсуждались возможные кандидатуры в помощники для перепечатки окончательной версии «Архипелага ГУЛАГа», Солженицын писал Решетовской: «Чтобы это осилить, нужны и ещё помощники. Одна <Е. Д. Воронянская> — на пенсии, сможет приехать в любое время и на любой срок. А мне и Люше <Е. Ц. Чуковской> надо будет получить на это время на работе отпуск!». Примерно 24 апреля 1968 года Воронянская и Чуковская приехали печатать «Архипелаг ГУЛАГ» в Рождество-на-Истье на дачу к Солженицыну. За 35 дней, до первых чисел июня была сделана окончательная перепечатка итоговой версии «Архипелага». Чуковская за май перепечатала второй том, затем помогла Воронянской и Решетовской с третьим.
17 июля 1973 года, чтобы получить санкцию на арест, КГБ направил в ЦК КПСС фрагменты записей Воронянской с впечатлениями от чтения «Архипелага ГУЛАГа», каким-то образом изъятые у её подруги геолога Нины Пахтусовой. 4 августа Воронянская и Пахтусова, вернувшиеся в Ленинград из Крыма, были арестованы прямо на перроне Московского вокзала. Воронянскую повезли на допрос, а Пахтусову — домой на обыск.
Выпустили Воронянскую 9 августа; предполагают, что пожилая женщина выдержала пять дней непрерывных допросов, то есть 120 часов «конвейера».
О том, что происходило дальше, рассказывает документ КГБ, направленный в ЦК КПСС:

Прибыв <9 августа> с допроса домой, Воронянская пыталась покончить жизнь самоубийством, но принятыми мерами попытка была предотвращена. В дальнейшем Воронянская пояснила, что причиной к этому послужил тот факт, что она дала показания, направленные против Солженицына. Воронянская была помещена в больницу для приведения её в нормальное физическое состояние, однако, будучи выписанной оттуда 23 августа 1973 года, находясь в своей квартире, покончила жизнь самоубийством через повешение. По линии органов госбезопасности г. Ленинграда приняты меры к локализации возможных нежелательных последствий, и 30 августа 1973 года Воронянская похоронена своими родственниками. <…> Принятыми мерами удалось обнаружить и изъять архив Воронянской, в том числе роман «Архипелаг ГУЛАГ». О нём будет доложено специально. Председатель Комитета госбезопасности Андропов
По сведениям Солженицына, 23 августа с утра в квартире Воронянской шёл обыск «с обдиранием обоев и взламыванием полов». Похоронена Воронянская была только через неделю после смерти на Южном кладбище в Ленинграде. Рукопись «Архипелага ГУЛАГ» сотрудники КГБ выкопали из земли на даче знакомого Воронянской Леонида Самутина под Ленинградом только в ночь на 30 августа.
2 сентября Солженицын узнал о случившемся и распорядился начать печатание книги на Западе (в эмигрантском издательстве ИМКА-Пресс). Тогда же он отправил руководству СССР «Письмо вождям Советского Союза», в котором призвал отказаться от коммунистической идеологии и сделать шаги по превращению СССР в русское национальное государство.

## Прототип
Елизавета Воронянская — прототип Елизаветы Анатольевны, одного из персонажей романа Солженицына «Раковый корпус» (глава 34).

Елизавета Анатольевна была просто «нянечкой» лучевого отделения, однако ни у кого язык не поворачивался звать её на «ты», Лизой или тётей Лизой, как зовут даже старых санитарок даже молодые врачи. Это была хорошо воспитанная женщина, в свободные часы ночных дежурств она сидела с книжками на французском языке, — а вот почему-то работала санитаркой в онкодиспансере, и очень исполнительно.

## Адреса
1962—1973 — Ленинград, Роменская улица, 4, кв. 42.